# 管弦楽のための木挽歌
『管弦楽のための木挽歌』（かんげんがくのためのこびきうた）は、日本の作曲家小山清茂によって作曲された管弦楽曲。1957年に作曲、同年東京にて渡邉曉雄の指揮する日本フィルハーモニー交響楽団により初演。作曲者の代表曲の1つ。演奏時間は約11分。
主題と3つの変奏の計4つの部分から構成される一種の変奏曲の形をとりながら、1つの民謡が少しずつ変化しながら生まれ育っていく様子が描かれている。1970年には吹奏楽編曲版『吹奏楽のための木挽歌』も作られた。

## 作曲の経緯
1954年の音楽劇『破れわらじ』の素材をもとに書かれた。『破れわらじ』は佐賀県出身の劇作家三好十郎の台本によるラジオドラマで、三好十郎が小山に教えた九州民謡が使われている。『管弦楽のための木挽歌』では、その民謡の旋律を変奏主題として用いた。また、『破れわらじ』自体が「民謡の発生をさぐる」目的で作られたNHKの委嘱作品であり、それは『管弦楽のための木挽歌』の構想にも受け継がれることになった。

## 楽器編成
- 木管部

1ピッコロ
1フルート
2オーボエ
2クラリネット
1バスクラリネット（2番クラリネット持ち替え）
1テナーサクソフォーン
2ファゴット
- 金管部

4ホルン
2トランペット
3トロンボーン
1チューバ
- 打楽器部（4人）

5ティンパニ
締太鼓
櫓太鼓
グロッケンシュピール
マリンバ
2スネアドラム（通常のもの、及びスネアを外したもの）
バスドラム
シンバル
2タムタム（大・中）
- ハープ
- ピアノ（2人の奏者で連弾）
- チェレスタ（2番ピアノ持ち替え）
- 弦楽五部

## 曲の構成
曲は前述のように4つの部分に分かれている。
A：テーマ
主題提示部に相当。山の中で木挽きをしている職人が退屈紛れに即興の歌（主題・チェロのソロ）を歌い出す。やがて日が暮れ、遠くから寺の梵鐘（中型タムタム）が聞こえてくる。鋸の音を描写するヴァイオリンとヴィオラは、5声の和音に7声の不協和音を加えた計12部に分かれ、弱音器を付けてスル・ポンティチェロで演奏される。
B：盆踊り
職人が歌った木挽歌は村に広まり盆踊りになる。太鼓とユニークなピアノ連弾のリズムに合わせて、祭の笛や人の声を模した木管などが楽しげに歌ったり、囃し声や合いの手を入れたりする。これらには、作曲者が少年の頃に自分の村で実際に体験した昔ながらの盆踊りの記憶が用いられているという。
C：朝のうた
そして木挽歌は都会にも広まった。爽やかな朝、出前持ちが口笛で木挽歌を吹きながら自転車に乗っていく。弦楽器と硬質打楽器の清々しい朝の空気の描写を背景に、フルートが明るく奏で始める。
D：フィナーレ
民謡の持つ生命力への賛歌。トランペットとスネアドラムの連打に始まる力強いアレグロで、変奏が勇壮に繰り広げられる。豪快なティンパニのソロのあとに曲はリテヌートとなり、最高潮に盛り上がりながら主題が高らかに歌われる。その最後に鳴り響くffff possibileのタムタムと弱い弦のハーモニクスの余韻の中で、バスクラリネットがもう一度主題を独り呟き曲は静かに終わる。